# Fruta de Leite
Fruta de Leite este un oraș în Minas Gerais (MG), Brazilia.